# 虚無僧

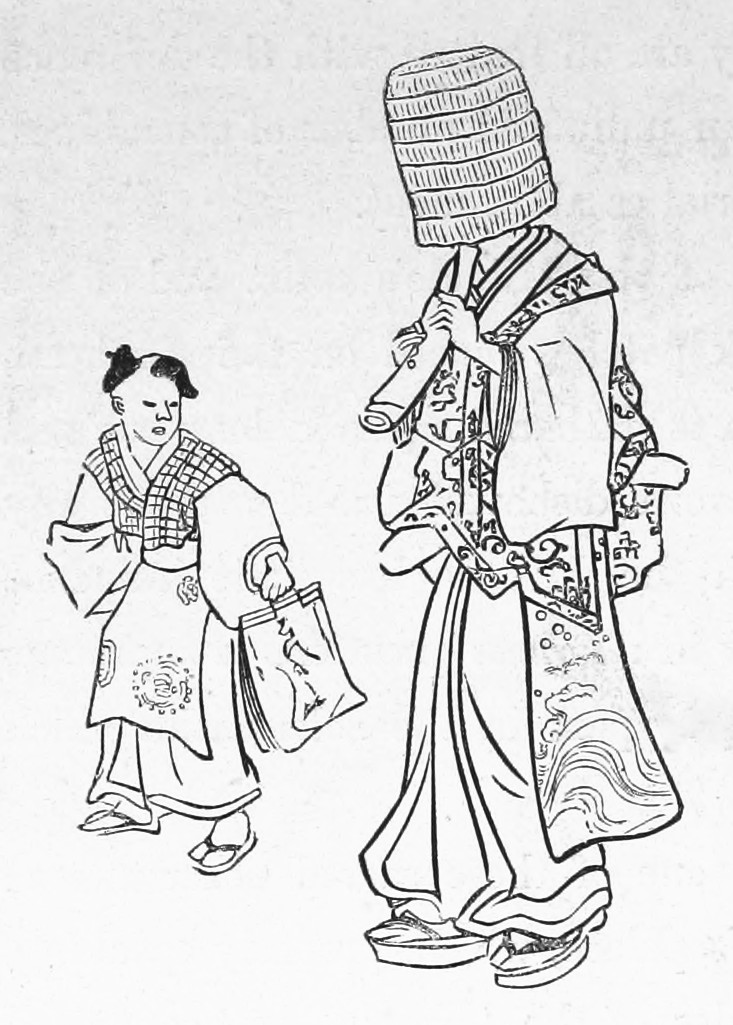
尺八を吹く虚無僧。

虚無僧（こむそう）とは、禅宗の一派である普化宗の僧のこと。

## 解説
普化宗は唐の普化を祖とし、日本には臨済宗の僧心地覚心が南宋に渡り、普化の法系の張参に竹管吹簫の奥義を受け、張参の弟子「宝伏」ら4人の居士を伴い、建長6年（1254年）に帰国し紀伊由良の興国寺に普化庵を設けて住まわせたことに始まる。古くは、「こもそう（薦僧）」ということが多く、もと坐臥用のこもを腰に巻いていたところからという。
虚無僧は「僧」と称していながら剃髪しない半僧半俗の存在である。尺八を吹き喜捨を請いながら諸国を行脚修行した有髪の僧とされており、多く小袖に袈裟を掛け、深編笠をかぶり刀を帯した。はじめは普通の編笠をかぶり、白衣を着ていたが、江戸時代になると徳川幕府によって以下のように規定された。
托鉢の際には藍色または鼠色の無紋の服に、男帯を前に結び、腰に袋にいれた予備の尺八をつける。首には袋を、背中には袈裟を掛け、頭には「天蓋」と呼ばれる深編笠をかぶる。足には5枚重ねの草履を履き、手に尺八を持つ。
旅行時には藍色の綿服、脚袢、甲掛、わらじ履きとされた。なお、よく時代劇で用いられる「明暗」と書かれた偈箱（げばこ）は、明治末頃から見受けられるようになったもので、虚無僧の姿を真似た門付芸人が用いたものである（因みに「明暗」に宗教的な意味合いはなく、「私は明暗寺（みょうあんじ）の所属である」という程度の意味である）。江戸時代には、皇室の裏紋である円に五三の桐の紋が入っており、「明暗」などと書かれてはいなかった。江戸期においても偽の虚無僧が横行していたが、偽虚無僧も皇室の裏紋を用いていたようである。
慶長19年（1614年）に成立したという『慶長掟書』（けいちょうじょうしょ）には「武者修行の宗門と心得て全国を自由に往来することが徳川家康により許された」との記述があるが、原本は徳川幕府や普化宗本山である一月寺、鈴法寺にも存在しないため、偽書ではないかと疑問視されている。罪を犯した武士が普化宗の僧となれば、刑をまぬがれ保護されたことから、江戸時代中期以降には、遊蕩無頼の徒が虚無僧姿になって横行するようになり、幕府は虚無僧を規制するようになった。
明治4年（1871年）、明治政府は幕府との関係が深い普化宗を廃止する太政官布告を出し、虚無僧は僧侶の資格を失い、民籍に編入されたが、明治21年（1888年）に京都東福寺の塔頭の一つ善慧院を明暗寺として明暗教会が設立されて虚無僧行脚が復活した。
自宅に訪れた虚無僧への喜捨を断るときには「手の内ご無用」と言って断る。
|  |  |

## 時代劇における虚無僧
江戸時代らしさを演出する市中・街道の通行人のほか、深編笠で素顔が見えない点を生かして、暗殺者や隠密、武士が本当の身分を隠して行動する時の姿として登場する。尺八を鳴らしながら近づいてきた虚無僧の一団が、すれ違った瞬間に襲い掛かるといった場面が典型的である。